# Publicidad televisiva
La publicidad televisiva es todo tipo de comunicación, cuyo fin es promocionar un servicio o idea y que ha sido concebida para ser emitida por la televisión. Esta publicidad se considera del tipo above the line, por el medio en el que se difunde.

## Soportes publicitarios propios de la publicidad televisiva
1. Patrocinio de programas televisivos o bartering. Es cuando el anunciante paga el costo total o parcial de la producción de un programa de televisión a cambio de la mención o promoción de su marca o producto durante la transmisión del mismo.
2. Posicionamiento de producto. También llamado product placement, es cuando los personajes de un programa de televisión utilizan, portan o mencionan un producto, su marca, su logo o sus beneficios de forma implícita dentro de la trama del mismo. Es común su uso en producciones dramatizadas, como series, telenovelas o películas.
3. Spots. Son mensajes audiovisuales contratados por empresas a los canales de televisión para transmitir su mensaje a la audiencia. Su duración se encuentra usualmente entre los 10 y los 60 segundos, aunque a veces estos anuncios se recortan a 5 segundos.
4. Infomerciales. Anuncios de más de un minuto de duración y que, por lo general, duran media hora e imitan los formatos de programas talk show comunes para promocionar un producto.
5. Promocionales o promos. Básicamente es la auto publicidad institucional de un canal de televisión.
6. Publicidad en televisión conectada (CTV) Con el auge de las plataformas de streaming y el crecimiento de la televisión conectada (Connected TV o CTV), la publicidad televisiva ha experimentado una transformación significativa. Este nuevo entorno permite una mayor segmentación por intereses y datos demográficos, además de ofrecer métricas en tiempo real y procesos de compra más automatizados. Una de las soluciones destacadas en este espacio es Masha.mx, que ofrece un modelo self-serve para anunciar en servicios de streaming y TV digital en mercados como México, Colombia y otros países de la región.